# Demeurre 1
Demeure 1 est une œuvre de l'artiste français Étienne-Martin. Il s'agit d'une sculpture en bronze conçue entre 1954 et 1958. Elle est installée dans le musée de la sculpture en plein air de Paris, en France.

## Description
L'œuvre est une sculpture. Elle est constituée de quatre formes grossièrement parallélépipédiques, placées sur leur plus petit côté, qui se font face deux-à-deux. Chaque élément est creusé de nombreux trous.
L'installation repose sur un socle rectangulaire portant un cartel indiquant les noms de l'œuvre et de l'auteur, ainsi que la date de création et le matériau utilisé.

## Localisation
La sculpture est installée dans le musée de la sculpture en plein air, un lieu d'exposition d'œuvres de sculpteurs de la seconde moitié du XXe siècle, dans le jardin Tino-Rossi, sur le port Saint-Bernard et le long de la Seine, dans le 5e arrondissement de Paris.

## Artiste
Étienne-Martin (1913-1995) est un artiste français.